# スロベニア人民解放委員会
スロベニア人民解放委員会（スロベニア語:Slovenski Narodnoosvobodilni Svet; SNOS）は、第二次世界大戦時に枢軸国の占領下にあったスロベニアにおける反ファシズム運動の最高機関として設立された。評議会の議長はヨシップ・ヴィドマル（Josip Vidmar）であった。
SNOSは1944年2月19日にチュルノメリにて、スロベニア人民解放戦線の120人のメンバーの総会によって、その呼称を変更して設立され、自身をスロベニアの臨時議会であるとした。その最大の決定のひとつは、終戦後のスロベニアをユーゴスラビアの構成国と位置づけたことである。
スロベニアは枢軸国の占領下にあったが、SNOSは単なる象徴的な存在に留まることはなかった。複数の組織がSNOSの指揮下に置かれた。たとえば、SNOSはスロベニア統計局を1944年8月19日に設立している。終戦後の1945年5月5日SNOSは、公的にはまだイタリア領であったヴェネツィア・ジュリア地方のアイドウシュチナにて最後の会議を開き、共産主義の指導者ボリス・キドリッチ（Boris Kidrič）を大統領に選出し、正式にスロベニア政府を選出した。